# 예산 대연사 원통보전
예산 대연사 원통보전(禮山 大蓮寺 圓通寶殿)은 대한민국 충청남도 예산군 광시면 동산리, 대연사에 있는 원통보전이다. 1984년 5월 17일 충청남도의 문화재자료 제177호로 지정되었다.

## 개요
대연사는 백제 의자왕 16년(656)에 고승인 의각과 도침이 세운 절로 고려시대의 역사는 전하지 않고, 조선시대에 여러 차례 보수하고 고쳐 세운 기록이 남아 있다. 대연사 경내 건물로는 원통보전을 비롯하여 노전, 산신각, 요사채가 있다.
원통보전을 지은 시기는 알 수 없고, 1975년 보수 당시 건물에 관해 기록한 상량문과 ‘극락보전’이라고 쓰인 현판을 발견하여, 인조 25년(1647)에 보수되었고 그 뒤 한 차례 더 수리하였음을 알게 되었다. 현재 원통보전의 현판은 ‘극락전 ’으로 되어 있다.
규모는 앞면 3칸·옆면 2칸이며, 지붕은 옆면에서 볼 때 사람 인(人)자 모양인 맞배지붕이다. 지붕 처마를 받치기 위해 장식하여 만든 공포는 기둥 위와 기둥 사이에도 있는 다포 양식이며, 양 옆에 바람막이 풍판을 달아 놓았다.

## 같이 보기
- 대연사

## 참고 문헌
- 대연사원통보전 - 국가유산청 국가유산포털